# Joe Anna Hibler
La Dra. Joe Anna Hibler (nacida el 5 de mayo de 1939) es una educadora experimentada, antigua presidenta de la Universidad del Estado Oklahoma Southwestern, y reclutada para la Sala de la Fama de las Mujeres de Oklahoma.

## Juventud
La Dra. Joe Anna Hibler nació el 5 de mayo de 1939 en Shattuck, Oklahoma. Al poco de haber nacido Hibler, su familia se mudó a Leedey, Oklahoma dónde pasó la mayor parte de su infancia y acudió a la escuela. Hibler se graduó en el Instituto Leedey. Sus padres trabajaban ambos en la enseñanza y en la administración.

## Educación
La Dra. Hibler obtuvo su graduación en la Universidad Estatal Southwestern y su título de Máster en la Universidad del Estado de Oklahoma, ambos en educación empresarial. De 1969 a 1971, la Dra. Hibler tomó un año sabático para trabajar en su doctorado en educación empresarial en la Universidad de Oklahoma. Mientras estuvo en la Universidad de Oklahoma, La Dra. Hibler fue contratado como instructora especial en la Escuela de Administración Empresarial.

## Carrera
Una vez graduada en la Universidad Estatal de Oklahoma, la Dra. Hibler enseñó empresariales en el Alto Instituto Altus y en el Colegio Universitario Altus durante cuatro años. Después, fue contratada por su alma mater, SWOSU, donde permaneció durante 36 años impartiendo enseñanza sobre empresariales así como desempeñando varios puestos administrativas. Durante cuatro años la Dra. Hibler desempeñó el cargo de Decana de la Escuela de Empresariales y otros cuatro años como Vicepresidenta Ejecutiva de Asuntos Académicos, empezando en 1986. En 1990, la Dra. Hibler fue nombrada por el Consejo de Regents de las Universidades de Oklahoma como la presidenta de Southwestern. La Dra. Joe Anna Hibler fue la primera mujer en 55 años nombrada presidenta de una universidad en Oklahoma y la segunda mujer en la historia de Oklahoma en mantener la posición. Durante su mandato como Presidenta de Southwester, la Dra. Hibler se mantuvo en el aula, enseñando clases de empresariales. La Dra. Hibler ocupó el cargo del Consejo de Presidentes como Presidenta en 1996. La Dra. Hibler ocupó el cargo como presidenta de Southwestern durante 11 años y se retiró en 2001.

## Servicio y trabajo de voluntario
Los cometidos de la Dra. Hibler incluyen,haber trabajado para la fundación de las Mujeres de Oklahoma, donde actúa como Presidenta de la Junta de la Sociedad de Patrimonio de Educación Superior de Oklahoma, de la Fundación Methodist Unida de Oklahoma, y de la Fundación Wesley. En 2004, la Dra. Hibler fue nombrada por el Gobernador de Oklahoma como Presidenta de la Junta de Regents de las Universidades de Oklahoma. La Dra. Hibler es también una miembro del Club Kiwanis, club de voluntariado para el Programa de Atención Temprana de la Escuela Elemental de Burcham, y en el Museo aéreo y espacial General Thomas P. Stafford.

## Logros
- Sala de la Fama de las Mujeres de Oklahoma (2007)
- Alumna distinguida de la Sala de la Fama de la Universidad Estatal Southwestern Oklahoma (2003)[5]
- Educación Superior de la Sala de la Fama de la de Oklahoma (1994)
- Educadora de la Sala de la Fama de Oklahoma
- Western Oklahoma Hall of Fame
- Dewey County Historical Society Hall of Fame